# 東方スペルバブル
『東方スペルバブル』（とうほうスペルバブル、Touhou Spell Bubble）は、タイトーからNintendo Switch向けに発売されたパズル音楽ゲーム。『東方Project』を原作とした二次創作作品であり、同作におけるスペルカードのシステムに加え、『パズルボブル』の形式にリズムゲームの要素が追加されている。
ニンテンドーeショップにて2020年2月6日に日本で発売され、10月29日に全世界のeショップに配信された。また、同年10月15日にアークシステムワークスが、韓国・香港・シンガポール・タイ・マレーシア・フィリピンでパッケージ版の販売を開始した。

## 開発
『東方スペルバブル』は最初から東方ありきで企画された訳ではなく、もともとは「パズルボブルのリニューアル」がタイトーの社内プロジェクトとして存在し、パズルボブルに音ゲーを組み合わせるというアイデアが生まれた。しかし、パズルボブルのキャラクターは音楽性が弱かったため、ゲームシステムとマッチしている作品として東方Projectに辿り着いた。(なお、東方Projectの原作者のZUNは元タイトーの社員であり、タイトーは以前にもミュージックガンガン!やグルーヴコースターで東方Projectとのコラボを行なっていた。)
開発段階ではオンライン対戦の実装は厳しいと判断され、発売時には非対応であったが、2021年11月18日にオンライン対戦に対応した。

## 登場キャラクター

### 初期実装キャラクター
博麗霊夢
声 - 諏訪彩花
霧雨魔理沙
声 - 大空直美
パチュリー・ノーレッジ
声 - 松田利冴
十六夜咲夜
声 - 庄司宇芽香
レミリア・スカーレット
声 - 上坂すみれ
フランドール・スカーレット
声 - 和多田美咲
チルノ
声 - 大和田仁美
アリス・マーガトロイド
声 - 瀬戸麻沙美
魂魄妖夢
声 - 山村響
西行寺幽々子
声 - 照井春佳
八雲紫
声 - 伊藤静
鈴仙・優曇華院・イナバ
声 - 三上枝織
蓬莱山輝夜
声 - 相沢舞
藤原妹紅
声 - 斉藤佑圭
射命丸文
声 - 佐倉綾音
河城にとり
声 - 長江里加
東風谷早苗
声 - 伊藤かな恵
比那名居天子
声 - 早見沙織
古明地さとり
声 - 下地紫野
古明地こいし
声 - ゆかな

### DLC追加キャラクター
洩矢諏訪子
声 - 佐藤聡美
2021年12月23日実装。
多々良小傘
声 - 高橋花林
2022年5月19日実装。
秦こころ
声 - 羊宮妃那
2022年7月14日実装。
鬼人正邪
声 - 津田美波
2022年8月18日実装。
豊聡耳神子
声 - 山根綺
2022年10月13日実装。
ルーミア
声 - 長縄まりあ
2022年12月22日実装。
紅美鈴
声 - 井上麻里奈
2023年4月20日実装。
八雲藍
声 - 嶋村侑
2023年7月20日実装。
四季映姫・ヤマザナドゥ
声 - 金元寿子
2023年10月19日実装。
犬走椛
声 - のぐちゆり
2023年12月21日実装。